# Perrak
Perrak ist ein deutscher Kriminal- und Exploitationfilm des Regisseurs Alfred Vohrer. Die Uraufführung des von Luggi Waldleitner produzierten Films erfolgte am 24. April 1970 im Universum in München.

## Inhalt

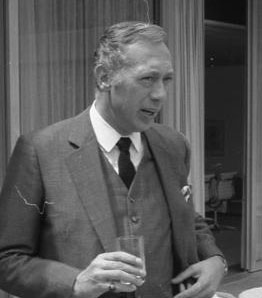
Horst Tappert, hier auf einem Foto von 1971, spielte Kommissar Perrak

Auf einer Hamburger Müllhalde findet der Obdachlose Ede die Leiche des 19-jährigen Transvestiten Toni. Kommissar Perrak vom Sittendezernat übernimmt den Fall. Nachdem die Ermittlungen in einer berüchtigten Transvestitenbar zunächst keine konkreten Hinweise bringen, stellt sich bald heraus, dass Toni äußerst wohlhabend war. Sowohl Perrak als auch der skrupellose Unterweltler Karl Kaminski gehen davon aus, dass Toni jemanden erpresst haben muss und deshalb beseitigt wurde. Kaminski will die frei gewordene Erpresserposition einnehmen und setzt seine Bande, zu der ein gewisser Nick, der gerade aus der Haft entlassene „Casanova“ sowie der Heroinschmuggler „Bimbo“ zählen, auf die Geschichte an.
Perraks nächste Spur führt zu „Trompeten-Emma“, die in einem noblen Patrizierhaus ein als „Gemeinschaft der grauen Nonnen“ getarntes Bordell betreibt. Kaminski ist bereits einen Schritt weiter. Er lässt Emmas Vermieter Bottke beschatten, der brisante Fotos aus dem Bordell an den Botschaftssekretär Oblomow verkauft. Dieser trifft sich wiederum mit einem Unbekannten, bei dem es sich offensichtlich um den von Toni erpressten Dr. Rembold handelt. Doch schon kurze Zeit später ist Oblomow ein toter Mann und die bei ihm gefundenen Fotos, die den Generaldirektor einer Rüstungsfirma mit einer Minderjährigen zeigen, werden als exterritorial beschlagnahmt.
Die dramatischen Ereignisse überschlagen sich, als Kaminski Perraks Sohn Joschi entführt, um den verhafteten Nick freizupressen. Perrak gelingt es zwar, seinen Sohn zu befreien. Aber die Zeugin „Trompeten-Emma“, von der man sich weitere Informationen erhofft hatte, wird von Bottke ermordet. Perrak, der entgegen den Dienstanweisungen Fotos von Oblomow behalten hat, stattet Generaldirektor Friedrich Imhoff und dessen Frau Claire einen Besuch ab. Imhoff gibt zu, dass er von Toni erpresst wurde, streitet jedoch ab, ihn ermordet zu haben. Zur gleichen Zeit erfährt Kaminski, dass Toni den Industriellen Imhoff im Auftrag Dr. Rembolds erpresste. Nick, der unbedingt wissen will, wer seinen Bruder Toni auf dem Gewissen hat, gibt der Polizei einen Tipp. Es kommt zu einem spektakulären Showdown, den Kaminski mit seinem Leben bezahlt. Durch den verhafteten Rembold erfährt Perrak nun die ganze Wahrheit: Tatsächlich hatte der Transvestit Toni im Auftrag Dr. Rembolds den Generaldirektor Friedrich Imhoff erpresst. Nachdem ihm die Sache zu heiß geworden war, erpresste Toni dann allerdings Claire Imhoff und deren Geliebten Rembold. Als die Forderungen zu hoch wurden, haben Claire und Rembold Toni ermordet.

## Entstehungsgeschichte

### Vorproduktion
Bei Perrak handelte es sich bereits um den vierten Film, den Regisseur Alfred Vohrer für Luggi Waldleitners Roxy Film inszenierte. Wie bei den drei Vorgängern verfasste Manfred Purzer unter seinem Pseudonym Ernst Flügel das Drehbuch. Dem Zeitgeschmack entsprechend wurde der Film als „pulvertrockener Sittenreißer“ konzipiert. Der Film hatte zunächst den Arbeitstitel Die graue Nonne und wurde noch während der Dreharbeiten in Perrak umbenannt.

### Produktion
Die Dreharbeiten fanden im Februar und März 1970 in Hamburg statt. Die Atelieraufnahmen drehte man im Studio Bendestorf. Das Szenenbild entwarfen die Filmarchitekten Wolf Englert und Günther Kob. Für die Kostümauswahl war Irms Pauli verantwortlich. Herstellungs- und Produktionsleiter war Erwin Gitt. Die Regieassistenz übernahm Eva Ebner. 
Der Hauptdarsteller Horst Tappert hatte bereits in Alfred Vohrers Filmen Der Gorilla von Soho, Der Mann mit dem Glasauge und Sieben Tage Frist die Rolle des Ermittlers verkörpert. Zu Perrak sagte Tappert: „Perrak ist ein typischer Vertreter meiner Generation, der von vielen Dingen der heutigen Zeit frustriert ist. In seinem Beruf findet er nicht die erhoffte Erfüllung; den täglichen Ballast hat der satt bis oben hin. Seinem 18jährigen Sohn gegenüber ist er ziemlich hilflos – andererseits setzt er sich notfalls über dienstliche Befugnisse souverän hinweg.“
Der Film nahm einige Motive früher Folgen der vier Jahre später startenden Fernsehserie Derrick vorweg. Insbesondere die ebenfalls von Alfred Vohrer inszenierte Derrick-Folge Tote Vögel singen nicht (1976) weist einige Parallelen zu Perrak auf. So wird darin abermals eine Leiche auf einer Müllhalde gefunden, und die Spur führt die Ermittler wiederum in das Rotlichtmilieu.
Für die Besetzung weiterer Rollen setzte Vohrer auf ein Ensemble, das aus namhaften Film- und Bühnenschauspielern wie Hubert Suschka, Werner Peters oder Carl Lange sowie aus Nachwuchsdarstellern wie Judy Winter, Wolf Roth oder Jochen Busse bestand. Zudem wirkten in dem Film „echte Transvestiten“ und Transmenschen mit, darunter Ramonita Vargas, Mikel Sugar und Angie Stardust.

## Rezeption

### Veröffentlichung
Die Freiwillige Selbstkontrolle der Filmwirtschaft gab den Film am 16. April 1970 ab 18 Jahren frei. Die Uraufführung war zunächst für den 17. April vorgesehen. Am gleichen Tag sollte ursprünglich auch die Premiere des Films Das Stundenhotel von St. Pauli stattfinden. Um sich nicht gegenseitig Konkurrenz zu machen, verlegte man die Starttermine beider Filme. Die Uraufführung von Das Stundenhotel von St. Pauli wurde auf den 9. April vorverlegt, während Perrak erstmals am 24. April im Universum in München gezeigt wurde.
Bei den damals durchgeführten Umfragen des Fachblattes Filmecho/Filmwoche, bei denen die Kinobetreiber den kommerziellen Erfolg aktueller Filme auf einer Skala von 1 (ausgezeichnet) bis 7 (sehr schlecht) bewerteten, schnitt der Film mit der Note 2,8 vergleichsweise gut ab. Dennoch konnte Vohrer damit nicht an den Erfolg seiner beiden Vorgänger Herzblatt oder Wie sag ich’s meiner Tochter? und Das gelbe Haus am Pinnasberg mit jeweils mehr als zwei Millionen Zuschauern anschließen.
Perrak wurde auch international vermarktet. So lief er zum Beispiel in Italien unter dem Verleihtitel Il cigno dagli artigli di fuoco und in Frankreich als Enquête sur le vice – Dossier: Perversités sexuelles. Unter dem in zahlreichen Internetquellen genannten Filmtitel Inspektor Perrak greift ein wurde der Film allerdings nie veröffentlicht.
In den 1980er Jahren erschien Perrak auf VHS-Kassette. Im Jahr 2011 erfolgte die Veröffentlichung auf DVD. Die Altersfreigabe wurde inzwischen auf 16 Jahre herabgesetzt.

### Kritiken
Das Lexikon des internationalen Films urteilte, dass Perrak „handwerklich und darstellerisch solider Durchschnitt“ sei, der „ein wenig auf der Sexfilmwelle jener Jahre zu reiten“ versuche. Von der zeitgenössischen Filmkritik weitgehend ignoriert, fand der Film inzwischen vor allem bei Fans des Exploitationfilms Gefallen. Badmovies.de bezeichnete das Werk als „überraschend komplex konstruiert“, garniert „durch wirklich gute, spritzige Dialoge“. Sebastian Kuboth lobte Perrak als „unterhaltsamen und abwechslungsreichen Film“. Oliver Nöding schrieb auf filmgazette.de, dass es Regisseur Alfred Vohrer gelungen sei, „inmitten bundesdeutscher Piefigkeit einen packenden Reißer anzusiedeln.“ Hasko Baumann vom Filmmagazin Das Manifest bezeichnete Perrak als „einen der schönsten Krimisleazer aus der Hochzeit des deutschen Genrefilms“.
Dagegen hält der Evangelische Filmbeobachter nicht viel von dem Werk: „Brutal aufgezäumter Sittenreißer, der statt der vorgegebenen Wirklichkeitsnähe nur deren Klischees aufzubieten weiß. Die unerfreuliche Story dreht sich um Erpressung und Mord im Transvestitenmilieu. Abzulehnen.“